# Lijst van nummer 1-hits in Denemarken in 2014
Deze hits stonden in 2014 op nummer 1 in de Tracklisten Top 40, de bekendste hitlijst in Denemarken.
| Datum        | Artiest                               | Titel                            |
| ------------ | ------------------------------------- | -------------------------------- |
| 3 januari    | Rasmus Seebach                        | Sandstorm                        |
| 10 januari   | Pitbull & Ke$ha                       | Timber                           |
| 17 januari   | L.O.C.                                | Marquis                          |
| 24 januari   | Pharrell Williams                     | Happy                            |
| 31 januari   | Pharrell Williams                     | Happy                            |
| 7 februari   | Pharrell Williams                     | Happy                            |
| 14 februari  | Medina                                | Jalousi                          |
| 21 februari  | Medina                                | Jalousi                          |
| 28 februari  | Medina                                | Jalousi                          |
| 7 maart      | Pharrell Williams                     | Happy                            |
| 14 maart     | Pharrell Williams                     | Happy                            |
| 21 maart     | Hedegaard                             | Happy home                       |
| 28 maart     | Hedegaard                             | Happy home                       |
| 4 april      | Anthony Jasmin                        | Do ya                            |
| 11 april     | Medina                                | Jalousi                          |
| 18 april     | Hedegaard                             | Happy home                       |
| 25 april     | Hedegaard                             | Happy home                       |
| 2 mei        | Hedegaard                             | Happy home                       |
| 9 mei        | Michael Jackson & Justin Timberlake   | Love never felt so good          |
| 16 mei       | Brandon Beal & Christopher            | Twerk it like Miley              |
| 23 mei       | Emmelie de Forest                     | Rainmaker                        |
| 30 mei       | Joey Moe                              | Million                          |
| 6 juni       | Joey Moe                              | Million                          |
| 13 juni      | Joey Moe                              | Million                          |
| 20 juni      | Joey Moe                              | Million                          |
| 27 juni      | Burhan G & L.O.C                      | Karma                            |
| 4 juli       | Lukas Graham                          | Mama said                        |
| 11 juli      | Lukas Graham                          | Mama said                        |
| 18 juli      | Lukas Graham                          | Mama said                        |
| 25 juli      | Lukas Graham                          | Mama said                        |
| 1 augustus   | Lukas Graham                          | Mama said                        |
| 8 augustus   | Lukas Graham                          | Mama said                        |
| 15 augustus  | Lilly Wood & The Prick & Robin Schulz | Prayer in C (Robin Schulz remix) |
| 22 augustus  | Lilly Wood & The Prick & Robin Schulz | Prayer in C (Robin Schulz remix) |
| 29 augustus  | Meghan Trainor                        | All about that bass              |
| 5 september  | Medina                                | Giv slip                         |
| 12 september | Barbara Moleko                        | Indianer                         |
| 19 september | Meghan Trainor                        | All about that bass              |
| 26 september | Meghan Trainor                        | All about that bass              |
| 3 oktober    | Meghan Trainor                        | All about that bass              |
| 10 oktober   | One Direction                         | Steal my girl                    |
| 17 oktober   | AronChupa                             | I'm an Albatraoz                 |
| 24 oktober   | Meghan Trainor                        | All about that bass              |
| 31 oktober   | Christopher & Brandon Beal            | CPH girls                        |
| 7 november   | Kesi                                  | Søvnløs                          |
| 14 november  | Medina                                | Nar intet er godt nok            |
| 21 november  | Christopher & Brandon Beal            | CPH girls                        |
| 28 november  | Christopher & Brandon Beal            | CPH girls                        |
| 5 december   | Ed Sheeran                            | Thinking out loud                |
| 12 december  | OMI                                   | Cheerleader (Felix Jaehn remix)  |
| 19 december  | OMI                                   | Cheerleader (Felix Jaehn remix)  |
| 26 december  | OMI                                   | Cheerleader (Felix Jaehn remix)  |